# Trận Borny-Colombey
Trận Borny-Colombey, còn gọi là Trận Borny, Trận Colombey-Nouilly hoặc Trận Colombey là một trận đánh trong cuộc chiến tranh Pháp-Phổ, diễn ra vào ngày 14 tháng 8 năm 1870 về phía Đông Metz. Đây là một cuộc giao chiến quyết liệt, giữa đội tiền quân do tướng Eduard Kuno von der Goltz thống lĩnh thuộc binh đoàn thứ nhất của quân đội Phổ, được sự hỗ trợ của quân đoàn I do tướng Edwin von Manteuffel, và binh đoàn Rhine của quân đội đế chế Pháp do thống chế François Achille Bazaine chỉ huy. Quân Pháp đã giữ được phần lớn các cứ điểm của mình, song hai sư đoàn của họ đã bị đánh tan. Hai phe đều hứng chịu thiệt hại nặng nề. Trận chiến kết thúc với cả hai bên đều tuyên bố chiến thắng, song lý do chính đáng hơn thuộc về người Phổ: với thắng lợi chiến lược của họ, cuộc triệt thoái đến Verdun của Bazaine đã bị trì hoãn nghiêm trọng.
Nhận thấy rằng cánh nam của Binh đoàn Rhine có thể bị các lực lượng hùng mạnh của Đức đánh bọc sườn, Bazaine đã tiến hành một cuộc triệt thoái từ Metz về Châlons-sur-Marne để hội quân với binh đoàn của thống chế Patrice de Mac-Mahon, vốn vẫn đang trong quá trình cơ động. Cuộc rút lui đã được yểm trợ bởi quân đoàn số 3 và một sư đoàn thuộc quân đoàn số 4 của Pháp vốn được khai triển tại Colombey-Nouilly. Vào ngày 14 tháng 8 năm 1870, tướng Eduard von der Goltz thuộc quân đoàn VII của Dietrich von Zastrow tiên phong cho binh đoàn thứ nhất được tin binh đoàn thứ hai của Đức đã vượt sông Moselle, và kết luận rằng nếu ông có thể cầm phân quân Pháp lâu thêm một chút ở bờ phải thì kế hoạch của quân Pháp sẽ bị cắt rời và họ sẽ không thể vượt sông. Do đó, ông đã tự ý tiến quân. Khoảng 5 giờ chiều, 2 sư đoàn Phổ đã tiến dọc theo các con đường lớn từ Sarre tới Metz, ở Colombey và Nouilly và các đồn bót của quân Pháp, và một loạt phát súng đã báo hiệu sự bùng nổ của trận chiến. Người Pháp hầu như là bị choáng ngợp, và ban đầu quân Phổ đã đánh bại đối phương rồi chiếm giữ một vị trí thuận lợi. Tuy nhiên, quân Pháp thực sự có lợi thế về quân số, và không lâu sau thì các quân đoàn số 3 và 4 của Pháp đã buộc đối phương phải cố thủ. Trong một khoảng thời gian, cuộc chiến đấu ác liệt giữa hai bên đã thể hiện thế mạnh của súng trường Pháp và ưu thế của hỏa pháo Phổ. Bazaine đã chứng tỏ khả năng dụng binh của mình dù không triển khai quân trừ bị.
Nhưng rồi, quân tiếp viện của Phổ đã xoay chuyển tình hình, buộc quân Pháp phải rút xuống Remy, và triệt thoái chậm chạp về Metz khi màn đêm buông xuống sau cuộc giao tranh không phân thắng bại. Viên tướng mới nhậm chức chỉ huy quân đoàn số 3 của Pháp đã tử trận trong cuộc chiến này, và đây cũng là quân đoàn bị thiệt hại nặng nề nhất của quân Pháp trong trận chiến. Quân Đức vẫn nắm giữ bãi chiến trường cho đến sáng ngày 15 tháng 8 thì triệt thoái về một cứ điểm khác. Dù trận đánh đã bùng nổ ngoài toan tính của chỉ huy hai bên, và tướng Karl Friedrich von Steinmetz – Tổng tư lệnh Binh đoàn thứ nhất – tố cáo sự bất tuân của Von der Goltz, Goltz đã được nhà vua Wilhelm I khen ngợi khi vua đích thân thị sát chiến trường trong ngày hôm sau. Một sĩ quan tham mưu của Bộ Tổng tham mưu Phổ nhận định về Goltz: "cách hành xử của ông ta rõ ràng đã đẩy mạnh các mục tiêu được nhắm tới; vì sự trì hoãn mà trận đánh gây ra cho quân Pháp có lợi cho các hoạt động được dự kiến của chúng ta và sẽ tạo điều kiện cho việc thực thi chúng". Sau này Tổng tham mưu trưởng quân đội Phổ là Helmuth von Moltke đã bày tỏ thái độ hài lòng với công tích của lực lượng pháo binh Phổ cũng như sự hỗ trợ mang tính tự giác của các sĩ quan cấp cao dưới quyền ông trong trận đánh. Ông cho rằng, chiến thắng Colombey đã ngăn chặn cuộc triệt thoái của quân Pháp và đặt tiền đề cho các binh đoàn thứ hai và thứ ba vượt sông Meuse. Thực sự, Binh đoàn thứ hai của Phổ giờ đây đã có điều kiện tiếp tục vận động bước ngoặt của mình.